# 2i busz (Eger)
Az egri 2i jelzésű autóbusz az Autóbusz-állomás és a Szalapart út között közlekedett tanítási napokon reggel, kizárólag egy irányban. A viszonylatot a Volánbusz üzemeltette.

## Története
2022. január 1-jén a város buszhálózata jelentősen átalakult, ennek keretében a 2i viszonylat megszűnt.

## Útvonala
| Szalapart út felé |
| --- |
| Autóbusz-állomás vá. – Barkóczy utca – Csiky Sándor utca – Széchenyi István utca – Ráckapu tér – II. Rákóczi Ferenc utca – Ráchegy utca – Iskola utca – Szalapart utca – Szalapart út vá. |

## Megállóhelyei
| 0 | Autóbusz-állomás induló végállomás |                                      |
| 2 | Dobó Gimnázium                     | 2, 5, 5A, 7, 11, 12, 12Y, 14, 14A    |
| 4 | Tűzoltó tér                        | 1, 2, 5, 5A, 7, 11, 12, 12Y, 14, 14A |
| 6 | Iskola út                          | 2                                    |
| 7 | Szalapart út érkező végállomás     | 2                                    |